# Série mondiale 2010

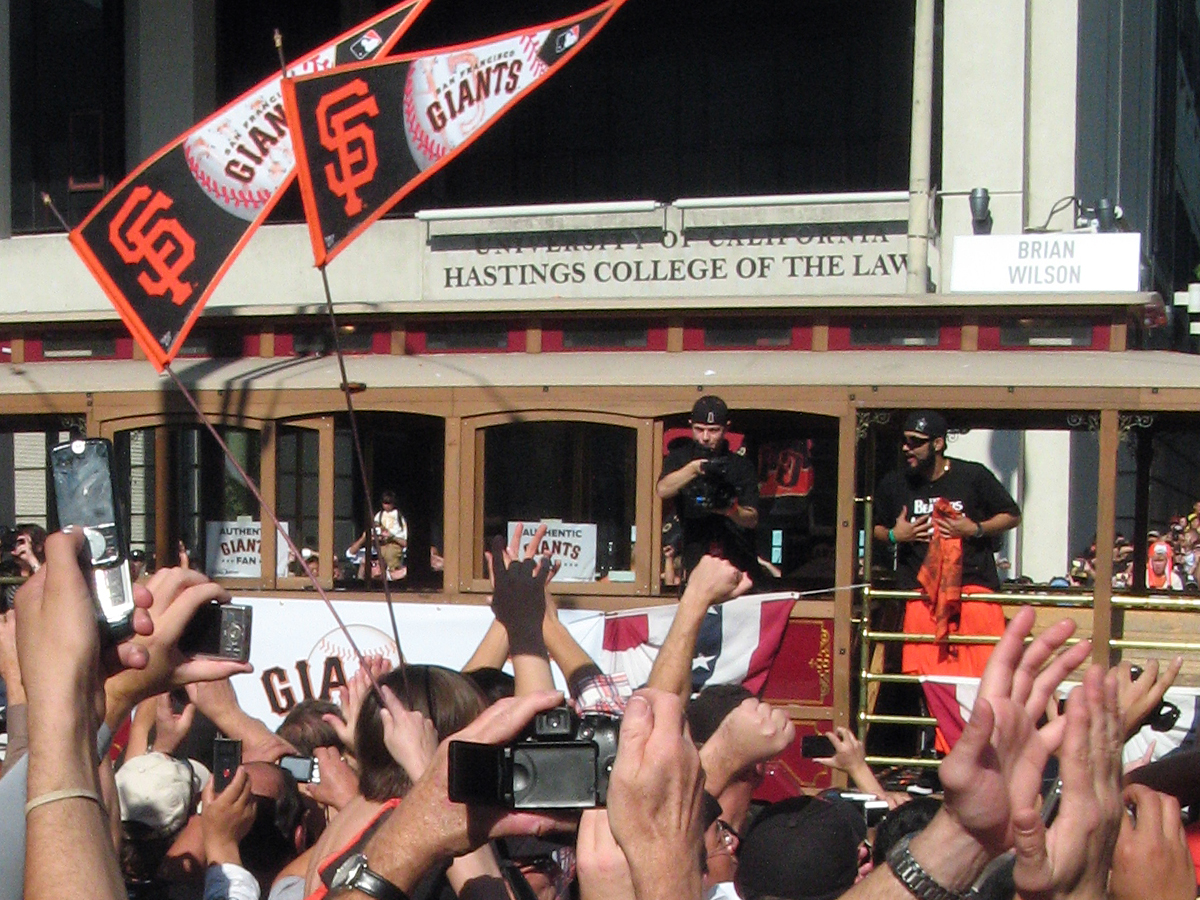
Défilé des Giants de San Francisco, champions de la Série mondiale 2010.

La Série mondiale 2010 est la 106e série finale des Ligues majeures de baseball. 
Elle débute le mercredi 27 octobre 2010 et se termine le 1er novembre 2010 par une victoire des Giants de San Francisco, quatre parties à une sur les Rangers du Texas.
Les Giants remportent leur premier titre mondial depuis 1954 et le premier depuis le transfert des Giants de New York vers San Francisco en 1958. Il s'agit du premier de trois titres en cinq ans pour les Giants, qui remportent ensuite la Série mondiale 2012 et la Série mondiale 2014. Pour les Rangers, la défaite de 2010 sera suivie d'une autre en Série mondiale 2011.

## Équipes en présence

### Giants de San Francisco
Au dernier jour de la saison régulière 2010, les Giants de San Francisco ont remporté le septième championnat de leur histoire dans la division Ouest de la Ligue nationale. Ils ont terminé le calendrier régulier avec 92 victoires et 70 défaites. En Série de division, ils ont éliminé les Braves d'Atlanta, qualifiés pour les éliminatoires comme meilleurs deuxièmes, trois victoires à une. Puis en Série de championnat, les Giants ont mis fin aux espoirs des Phillies de Philadelphie, les favoris, d'accéder à la Série mondiale pour la troisième année de suite, alors qu'ils les ont défaits quatre victoires à deux.

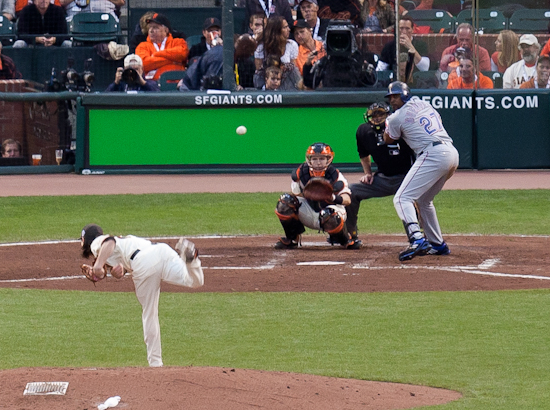
Tim Lincecum, des Giants, lançant à Vladimir Guerrero des Rangers lors du premier match de la finale.

Les Giants participent à la grande finale des Ligues majeures pour la 20e fois de l'histoire de leur franchise, fondée à New York en 1883. Ils avaient remporté avant 2010 les grands honneurs en sept occasions, chaque fois à New York. Depuis leur transfert vers San Francisco en 1958, les Giants avaient atteint la Série mondiale à trois reprises, échouant en 1962, 1989 et 2002. Leur titre mondial précédent, remporté alors qu'ils s'appelaient toujours les Giants de New York, datait de 1954. Il s'agissait de la troisième plus longue période d'insuccès parmi les franchises actives du baseball majeur, après les Cubs de Chicago (champions pour la dernière fois en 1908) et les Indians de Cleveland (dernier titre en 1948).

### Rangers du Texas
Les Rangers du Texas ont remporté leur premier championnat de la division Ouest de la Ligue américaine depuis 1999, terminant premier de leur section pour la quatrième fois de leur histoire. Auteurs d'une fiche en saison régulière de 90 victoires et 72 défaites, les Rangers n'avaient jamais remporté une série éliminatoire avant 2010, et n'avait remporté qu'un seul match d'après-saison (en 1996). Ils ont rectifié la chose en Série de division, éliminant les champions de la division Est, les Rays de Tampa Bay, trois victoires à deux. Chaque gain des Rangers fut remporté sur le terrain de l'adversaire. En Série de championnat de l'Américaine, les Rangers ont pris leur revanche sur l'équipe qui les avait chaque fois battus lors de leurs précédentes apparitions en éliminatoires : Texas mit fin à la saison des champions de 2009, les Yankees de New York, avec quatre victoires contre deux.
La franchise des Rangers, qui a commencé ses activités 50 saisons plus tôt, en 1961 à Washington, sous le nom de Senators, avant de déménager vers Arlington au Texas en 1972, était avant 2010 l'une des trois franchises actives du baseball majeur à n'avoir jamais joué en Série mondiale.

### Affrontements précédents
Puisqu'il s'agit de la première présence en finale pour les Rangers, les deux adversaires de 2010 ne se sont jamais affrontés auparavant en séries éliminatoires. En saison régulière, les deux équipes se sont mesurés à 22 reprises en matchs interligue, disputant d'ailleurs la toute première partie du calendrier régulier entre une équipe de la Ligue américaine et de la Ligue nationale le 12 juin 1997 au Rangers Ballpark d'Arlington, une rencontre s'étant soldée par un gain de 4-3 des Giants. San Francisco a eu le meilleur dans 15 des 22 parties entre les deux clubs, remportant trois matchs sur cinq à leur ancien domicile, le Candlestick Park, dans les années 1990, puis remportant 9 victoires en 9 au AT&T Park, où les Rangers n'ont jamais gagné. Texas a eu en revanche l'avantage cinq victoires à trois dans les parties disputées aux Giants à Arlington. La dernière victoire de Texas sur San Francisco date du 16 juillet 2001. Aucune partie interligue n'était prévue entre les deux clubs pour la saison régulière 2010. Ils ne se sont pas affrontés depuis le 21 juin 2009 à San Francisco.

## Avantage du terrain
L'issue du match des étoiles 2010, disputé le 13 juillet à Anaheim a déterminé que le champion la Ligue nationale a l'avantage du terrain pour la série finale, c'est-à-dire qu'il est l'hôte des matchs #1 et #2, ainsi que des matchs #6 et #7 s'ils s'avéraient nécessaires. Il s'agit de la première fois que le représentant de la Ligue nationale obtient l'avantage du terrain depuis la fin, après la saison 2002, du système d'alternance entre la Nationale et l'Américaine. Depuis, l'avantage du terrain est accordé au représentant de la ligue gagnante de la partie d'étoiles, et l'équipe de l'Américaine avait remporté chacune de ces classiques de mi-saison de 2003 à 2009.

## Déroulement de la série

### Calendrier des rencontres
Il s'agit d'une rencontre au meilleur des sept matches : la première équipe à remporter quatre parties de Série mondiale est sacrée championne. 
| Match | Date         | Visiteur                | Hôte                    | Score  |
| ----- | ------------ | ----------------------- | ----------------------- | ------ |
| 1     | 27 octobre   | Rangers du Texas        | Giants de San Francisco | 7 - 11 |
| 2     | 28 octobre   | Rangers du Texas        | Giants de San Francisco | 0 - 9  |
| 3     | 30 octobre   | Giants de San Francisco | Rangers du Texas        | 2 - 4  |
| 4     | 31 octobre   | Giants de San Francisco | Rangers du Texas        | 4 - 0  |
| 5     | 1er novembre | Giants de San Francisco | Rangers du Texas        | 3 - 1  |

### Match 1
Mercredi 27 octobre 2010 au AT&T Park, San Francisco, Californie.
| Rangers du Texas | 1 | 1 | 0 | 0 | 0 | 2 | 0 | 0 | 3 | 7  | 11 | 4 |
| Giants de San Francisco | 0 | 0 | 2 | 0 | 6 | 0 | 0 | 3 | X | 11 | 14 | 2 |
| Lanceurs partants : TEX : Cliff Lee SF : Tim Lincecum Vic. : Tim Lincecum (1-0) Déf. : Cliff Lee (0-1) HRs: SF : Juan Uribe (1) |   |   |   |   |   |   |   |   |   |    |    |   |

Le duel de lanceurs anticipé entre deux anciens lauréats du trophée Cy Young, Tim Lincecum et Cliff Lee, n'a pas lieu alors que les Giants infligent à Lee sa première défaite en carrière en séries éliminatoires. L'as des Rangers est chassé du match après deux retraits en cinquième manche après avoir accordé sept points, dont six mérités, sur huit coups sûrs. Le gagnant, Lincecum, accorde aussi huit coups sûrs, mais quatre points, en cinq manches et deux tiers lancées. Freddy Sanchez devient le premier joueur de l'histoire à frapper des doubles à chacune de ses trois premières présences au bâton en carrière en Série mondiale. Il égale un record, partagé avec sept autres joueurs, de la franchise des Giants avec quatre coups sûrs dans un même match de série finale. Juan Uribe se signale aussi pour San Francisco avec un circuit qui produit trois des six points inscrits par son équipe en cinquième manche. Tirant de l'arrière par sept points, Texas tente de revenir dans la partie mais six releveurs se succèdent au monticule pour les Giants dans ce gain de 11-7 devant leurs partisans.

### Match 2
Jeudi 28 octobre 2010 au AT&T Park, San Francisco, Californie.
| Rangers du Texas | 0 | 0 | 0 | 0 | 0 | 0 | 0 | 0 | 0 | 0 | 4 | 0 |
| Giants de San Francisco | 0 | 0 | 0 | 0 | 1 | 0 | 1 | 7 | X | 9 | 8 | 0 |
| Lanceurs partants : TEX : C. J. Wilson SF : Matt Cain Vic. : Matt Cain (1-0) Déf. : C. J. Wilson (0-1) HRs: SF : Edgar Rentería (1) |   |   |   |   |   |   |   |   |   |   |   |   |

Edgar Rentería brise l'égalité de 0-0 après un retrait en cinquième manche en frappant un coup de circuit en solo aux dépens du lanceur partant des Rangers, C. J. Wilson. Ce dernier fait bien et n'est crédité que de deux points lorsqu'il quitte en septième. C'est en huitième manche que tout s'écroule pour Texas alors que la relève des Rangers est malmenée. San Francisco inscrit sept points, tous après deux retraits, pour prendre une avance insurmontable de 9-0. Au cours de cette manche cauchemardesque, Derek Holland et Mark Lowe accordent des buts-sur-balles consécutifs avec les buts remplis, donnant chaque fois un point à l'adversaire. Rentería ajoute deux points produits à sa fiche à l'aide d'un simple. Le partant des Giants, Matt Cain, n'accorde que quatre coups sûrs en sept manches et deux tiers lancées pour savourer, après son coéquipier Lincecum la veille, sa première victoire en Série mondiale et conserver une moyenne de points mérités parfaite de 0,00 au cours des éliminatoires 2010. Deux exploits individuels se terminent dans ce match pour deux joueurs des Rangers : Elvis Andrus et Nelson Cruz sont tous deux blanchis et voient leur séries de matchs éliminatoires avec au moins un coup sûr s'arrêter à 12. Andrus avait battu le record de Derek Jeter pour la plus longue séquence du genre à ses débuts en séries par un joueur d'arrêt-court. Andrus et Cruz ont réussi la troisième plus longue série de parties consécutives avec au moins un coup sûr pour commencer une carrière en éliminatoires, à trois parties du détenteur du record, Marquis Grissom.

### Match 3
Samedi 30 octobre 2010 au Rangers Ballpark, Arlington, Texas.
| Giants de San Francisco | 0 | 0 | 0 | 0 | 0 | 0 | 1 | 1 | 0 | 2 | 5 | 1 |
| Rangers du Texas | 0 | 3 | 0 | 0 | 1 | 0 | 0 | 0 | X | 4 | 8 | 0 |
| Lanceurs partants : SF : Jonathan Sánchez TEX : Colby Lewis Vic. : Colby Lewis (1-0) Déf. : Jonathan Sánchez (0-1) Sauv. : Neftali Feliz (1) HRs : SF : Cody Ross (1), Andrés Torres (1) TEX : Mitch Moreland (1), Josh Hamilton(1) |   |   |   |   |   |   |   |   |   |   |   |   |

Après un départ très difficile contre les Phillies dans la dernière partie de la Série de championnat, Jonathan Sánchez est malmené par les Rangers dans un soir de grandes premières à Arlington, où une partie de Série mondiale est présentée pour la toute première fois. Le gaucher accorde quatre points en quatre manches et deux tiers, étant notamment victime du coup de circuit, bon pour trois points, de la recrue Mitch Moreland. Pour Texas, Josh Hamilton frappe le premier circuit de sa carrière en Série mondiale, son cinquième dans les présentes séries éliminatoires. La relève des Giants est une fois de plus impeccable, gardant l'équipe dans le match après le retrait de Sanchez de la partie, mais malgré les circuits en solo de Cody Ross (lui aussi son premier en carrière en Série mondiale et son cinquième des présentes éliminatoires) et d'Andrés Torres, San Francisco s'avère incapable de remonter la pente et s'incline 4-2. Les Rangers remportent la première victoire de l'histoire de leur franchise dans une Série mondiale. Il s'agit aussi d'une première victoire dans un match de série finale pour un représentant de l'État du Texas, puisque l'autre équipe texane du baseball majeur, les Astros de Houston, avaient perdu quatre parties sur quatre à leur seule présence à la classique automnale en 2005.
Avec un premier lancé prévu pour 17h57 heure centrale (22h57 UTC), ce match est celui disputé le plus tôt dans la journée en Série mondiale depuis le sixième affrontement de la finale de 1987, au Metrodome de Minneapolis le 24 octobre 1987. Cette décision, envisagée en septembre, fut appliquée par le baseball majeur en accord avec les réseaux de télévision, afin de permettre à une plus grande quantité de spectateurs, particulièrement les enfants, habitant dans l'est de l'Amérique du Nord de visionner la série disputée par deux clubs évoluant dans des fuseaux horaires différents.

### Match 4
Dimanche 31 octobre 2010 au Rangers Ballpark, Arlington, Texas.
| Giants de San Francisco | 0 | 0 | 2 | 0 | 0 | 0 | 1 | 1 | 0 | 4 | 8 | 1 |
| Rangers du Texas | 0 | 0 | 0 | 0 | 0 | 0 | 0 | 0 | 0 | 0 | 3 | 0 |
| Lanceurs partants : SF : Madison Bumgarner TEX : Tommy Hunter Vic. : Madison Bumgarner (1-0) Déf. : Tommy Hunter (0-1) HRs : SF : Aubrey Huff (1), Buster Posey (1) |   |   |   |   |   |   |   |   |   |   |   |   |

Après une solide sortie contre les Phillies en Série de championnat, le jeune Madison Bumgarner, une recrue, est brillant au monticule pour les Giants dans ce quatrième match de Série mondiale. Il limite les Rangers à seulement trois coups sûrs en huit manches. Brian Wilson lance la neuvième pour assurer aux Giants une victoire de 4-0. À 21 ans, Bumgarner est le quatrième lanceur le plus jeune à gagner un match de Série mondiale, après Bullet Joe Bush (Athletics de Philadelphie, 1913), Jim Palmer (Orioles de Baltimore, 1966) et Fernando Valenzuela (Dodgers de Los Angeles, 1981). Texas n'avait été blanchi à domicile qu'une fois durant la saison. En attaque, Aubrey Huff donne une rapide avance de 2-0 à San Francisco avec un coup de circuit de deux points en troisième manche. Une autre recrue, Buster Posey, frappe un circuit en solo en huitième.

### Match 5
Lundi 1er novembre 2010 au Rangers Ballpark, Arlington, Texas.
| Giants de San Francisco | 0 | 0 | 0 | 0 | 0 | 0 | 3 | 0 | 0 | 3 | 7 | 0 |
| Rangers du Texas | 0 | 0 | 0 | 0 | 0 | 0 | 1 | 0 | 0 | 1 | 3 | 1 |
| Lanceurs partants : SF : Tim Lincecum TEX : Cliff Lee Vic. : Tim Lincecum (2-0) Déf. : Cliff Lee (0-2) Sauv. : Brian Wilson (1) HRs : SF : Edgar Rentería (2) TEX : Nelson Cruz (1) |   |   |   |   |   |   |   |   |   |   |   |   |

Le choc de titans entre deux des meilleurs lanceurs du baseball, Tim Lincecum et Cliff Lee, a finalement lieu après un match numéro un où l'offensive avait été en vedette. Lincecum n'accorde presque rien aux frappeurs des Rangers, qu'il limite à trois coups sûrs en huit manches lancées. Il totalise de plus 10 retraits sur des prises. Malgré un départ de qualité, Cliff Lee est le premier à céder en début de septième : Cody Ross et Juan Uribe cognent des simples consécutifs au champ centre et San Francisco devient la première équipe, tard dans ce match, à placer un coureur en position de marquer. Aubrey Huff, qui n'avait jamais réussi un seul amorti de sa carrière, surprend la défensive texane en se sacrifiant pour faire avancer les coureurs. Après un deuxième retrait, Edgar Rentería claque un circuit de trois points au champ centre-gauche pour inscrire les Giants au tableau. Il s'agit de sa deuxième longue balle de la série. Les Giants ont d'ailleurs inscrit 17 de leurs 29 points dans cette série alors qu'il y avait deux retraits contre eux. Malgré la réplique de Nelson Cruz, qui y va d'un circuit en solo au retour des Rangers au bâton, Lincecum limite les dégâts et cède sa place à Brian Wilson en neuvième manche. Ce dernier enregistre rapidement les trois derniers retraits pour son sixième sauvetage des séries, et le premier de sa carrière en grande finale. Nelson Cruz s'élance sur une troisième prise et constitue le dernier retrait de l'année 2010. Les Giants de San Francisco remportent leur premier titre de champions du monde depuis l'année 1954 et donnent à la ville de San Francisco une première victoire en Série mondiale depuis l'arrivée de la franchise en provenance de New York en 1958.

## Joueur par excellence

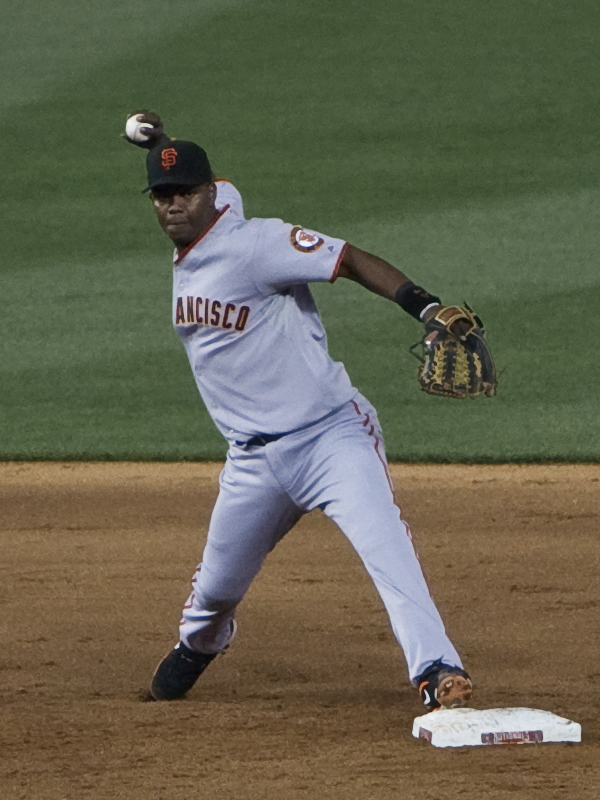
Edgar Rentería est élu joueur par excellence de la Série mondiale 2010.

Edgar Rentería a été nommé joueur par excellence de la Série mondiale. Après avoir frappé le coup sûr donnant la victoire à son équipe, les Marlins de la Floride, dans le dernier match de la Série mondiale 1997, Renteria réussit le coup sûr qui permet aux Giants de San Francisco de gagner la Série mondiale 2010. Il n'est que le quatrième joueur à avoir deux coups sûrs victorieux dans deux derniers matchs de Série mondiale, après trois Yankees légendaires, tous membres du Temple de la renommée du baseball : Lou Gehrig, Yogi Berra et Joe DiMaggio.
Rentería complète la Série mondiale 2010 avec sept coups sûrs en 17, pour une moyenne au bâton de ,412 avec deux circuits, six points produits, six points marqués et une moyenne de puissance de ,765.